# Municipio de Eureka (Dakota del Norte)
El municipio de Eureka (en inglés: Eureka Township) es un municipio ubicado en el condado de Ward en el estado estadounidense de Dakota del Norte. En el año 2010 tenía una población de 367 habitantes y una densidad poblacional de 3,89 personas por km².

## Geografía
El municipio de Eureka se encuentra ubicado en las coordenadas 48°19′42″N 101°20′15″O / 48.32833, -101.33750. Según la Oficina del Censo de los Estados Unidos, el municipio tiene una superficie total de 94.44 km², de la cual 93,18 km² corresponden a tierra firme y (1,34 %) 1,26 km² es agua.

## Demografía
Según el censo de 2010, había 367 personas residiendo en el municipio de Eureka. La densidad de población era de 3,89 hab./km². De los 367 habitantes, el municipio de Eureka estaba compuesto por el 95,1 % blancos, el 1,63 % eran amerindios, el 2,18 % eran asiáticos y el 1,09 % eran de una mezcla de razas. Del total de la población el 0,27 % eran hispanos o latinos de cualquier raza.